# Antonín Hradil
Antonín Hradil (5. dubna 1874, Jezernice – 18. srpna 1937, Vítkovice (Ostrava)) byl český varhaník, dirigent, hudební skladatel a pedagog.

## Život
V letech 1890–1892 studoval na C. k. Slovanském ústavu ku vzdělání učitelů v Brně. Po dvou letech studia přešel na brněnskou Janáčkovu varhanickou školu. Po absolvování školy v roce 1894 se stal ředitelem kůru a varhaníkem ve Vsetíně. Vyučoval hudbu a byl všestranně činný v hudebním životě Vsetína. Řídil Vsackou filharmonii, byl sbormistrem Cyrilské jednoty, ale i dirigentem dechové hudby Dalibor a místního tamburášského souboru. Kromě toho byl členem výboru a dirigentem orchestru Spolku přátel hudby ve Vsetíně. V roce 1912 odešel do Vítkovic, kde opět působil jako ředitel kůru. Zde již setrval až do konce svého života.
Kromě svých chrámových povinností učil na Hudební a varhanické škole Matice školské v Ostravě-Mariánských Horách. Vystupoval i jako interpret na varhanních koncertech. Zejména se věnoval hudbě francouzských romantiků a byl znám jako pohotový improvizátor. Ve válečné době byl instrumentalistou posádkové hudby v Těšíně. Po skončení první světové války se vrátil k pedagogické činnosti i na kostelní kůr.

## Dílo
Komponoval především chrámové skladby. Složil řadu sborů a komorních skladeb, ale komponoval i pro dechový orchestr a hudbu k sokolským cvičením.

### Chrámové skladby
- 3 latinské mše
- 3 české mše vánoční
- Mše sv. Václava
- 8 requiem
- 20 graduále a ofertorií
- 8 pangelingua

Další příležitostné skladby pro chrámové účely.